# Living Poor: A Peace Corps Chronicle
Living Poor: A Peace Corps Chronicle es una crónica acerca de la experiencia de Moritz Thomsen, escritor estadounidense, durante su estadía como voluntario del Cuerpo de Paz en Ecuador, entre 1965 y 1968. Durante este período, y mientras realizaba su servicio a la comunidad de Río Verde, en la provincia de Esmeraldas, Thomsen se dedicó a registrar su experiencia, desde su ingreso al Cuerpo de Paz y su entrenamiento en Estados Unidos, hasta su posterior viaje a Sudamérica. El libro cubre una extensión de 4 años. Luego de su publicación, fue designado como lectura obligada para los nuevos reclutas del Cuerpo de Paz. 

## Sobre el autor y el libro
Durante su tiempo en Ecuador, Thomsen escribió y publicó cuatro libros de memorias e impresiones, la mayoría de ellos sobre el Ecuador y su experiencia con la pobreza. Living Poor: A Peace Corps Chronicle fue el primero de estos. Originalmente, apareció como una serie de viñetas en el San Francisco Chronicle, en su edición dominical.
No fue sino hasta 1968 que los textos publicados como artículos de periódico fueron recogidos, editados, e impresos como un solo libro por la University of Washington Press. Desde entonces hasta el presente, el libro se ha mantenido continuamente en prensa, con ediciones en los EE. UU., Gran Bretaña, Alemania y recientemente, Francia. Sólo en EE. UU. el libro ha vendido más de cien mil ejemplares.

## Sinopsis
El libro se encuentra dividido en cuatro secciones, además de un prefacio. En cada una de estas, se narran diferentes etapas de la vida de Thomsen: su ingreso y entrenamiento con el Cuerpo de Paz, su llegada a Ecuador, su instalación en Río Verde, y los intentos realizados por cumplir su labor como Voluntario en una comunidad de la costa ecuatoriana.

### Primera parte
La primera parte de Living Poor comienza con una descripción de Thomsen de su entrenamiento con el Cuerpo de Paz. El texto describe con detalle la experiencia tanto física como psicológica que los voluntarios deben atravesar para poder ser aceptados a la organización.
Una vez que Thomsen es aceptado como Voluntario oficial, el libro describe su llegada al Ecuador, las dificultades con las que se encuentra con respecto al idioma y las diferencias culturales, así como sus primeros encuentros con Voluntarios ya instalados en distintas partes de la serranía ecuatoriana.
Gran parte de esta sección está dedicada a descripciones minuciosas de los paisajes ecuatorianos, de la gente y de las situaciones que maravillaban a Thomsen. El texto deja en claro la sorpresa constante del autor, incapaz, en ocasiones, de conciliarse con algunos de los escenarios con los que se veía obligado a enfrentarse.
Durante esta primera parte de su estadía, Thomsen se instala en el pequeño pueblo de La Unión, donde cae gravemente enfermo y se ve obligado a regresar a los Estados Unidos. Sin embargo, al final de la sección que regresar es la única opción.

### Segunda parte
La segunda parte del libro narra la estancia temprana de Thomsen en Río Verde, tras su regreso desde los Estados Unidos,  y los múltiples intentos que realiza por concretar los objetivos de desarrollo comunitario del Cuerpo de Paz. En esta sección del libro, los personajes que construyen la vida cotidiana del pueblo son revelados por Thomsen, quién construye sus personalidades con agudeza y precisión. Además, en la segunda parte va surgiendo la irremediable frustración del autor dadas las reacciones del pueblo, que se niega y desprecia con frecuencia las ideas sobre el progreso que Thomsen intenta 
introducir. Así, el lector es testigo de absurdos legales que imposibilitan la siembra de palmeras, o la resistencia popular al cultivo y consumo de ciertas hortalizas, las estrategias locales de cría de pollos enfrentadas a las estadounidenses, la nutrición de los infantes y la personalidad de la localidad. 
También en esta parte del libro Thomsen expresa sus "aventuras cotidianas", ligadas a su alimentación, a la aspereza de ciertos personajes o la bondad de otros, al transporte, a las costumbres populares y los riegos mortales con los que todos en el pueblo conviven, pero que a él le resultan insufribles. 
Quizá el momento más relevante para esta parte y el resto de la obra de Thomsen, sea el nacimiento de su amistad con Ramón Prado, su más entrañable amigo y futuro socio.             

## Traducción al español
Actualmente, un grupo de estudiantes de la Universidad San Francisco de Quito participa en una clase de traducción, cuyo proyecto es la realización de una traducción al español de la obra. Por lo pronto, la traducción llevaría el nombre: Vivir pobre: una crónica del Cuerpo de Paz. 